# Джош Гардінг
Джош Гардінг (англ. Josh Harding, нар. 18 червня 1984, Реджайна) — канадський хокеїст, що грав на позиції воротаря. Грав за збірну команду Канади.

## Ігрова кар'єра
Хокейну кар'єру розпочав 2001 року виступами за команду «Реджайна Петс» в ЗХЛ став володарем Трофею Дела Вілсона та Трофею чотирьох гравців «Бронкос».
2002 року був обраний на драфті НХЛ під 38-м загальним номером командою «Міннесота Вайлд». 
Сезон 2004–05, як і наступний Джош провів у складі клубу АХЛ «Х'юстон Аерос».
У сезоні 2005–06 Гардінг дебютував у основі клубу НХЛ «Міннесота Вайлд».
1 березня 2007 Джош у матчі проти «Едмонтон Ойлерз» зафіксував свій третій шатаут в кар'єрі.
24 вересня 2010 року воротар зазнав травми та пропустив сезон 2010–11. 1 липня 2011 незважаючи на пропуск попереднього сезону Джош та «Міннесота Вайлд» продовжили контракт на один рік.
19 червня 2012 сторони підписали новий трирічний контракт на суму $5.7 мільйонів доларів. 28 листопада 2012 у Гардінга діагністували розсіяний склероз. 20 січня 2013 канадець провів свою першу гру після виявлення в нього недуги та відіграв на нуль 1–0 матч проти «Даллас Старс».
У сезоні 2012–13 Джош здобув Приз Білла Мастерсона.
Сезон 2013–14 канадець не дограв через рецидив травми. Очікувалось, що Гардінг змагатиметься за стартову позицію але зламана стопа зірвала ці плани. Клуб «Міннесота Вайлд» відправив воротаря до фарм-клубу «Айова Вайлд». Через зневоднення, яке було пов'язане з розсіяним склерозом на яке страждав гравець, його довелося госпіталізувати. Згодом він оголосив про завершення кар'єри ставши тренером воротарів у місті Ідайна.
Виступав за збірну Канади.

## Нагороди та досягнення
- Трофей чотирьох гравців «Бронкос» — 2003.
- Трофей Дела Вілсона — 2003.
- Приз Білла Мастерсона — 2013.

## Статистика
| Сезон        | Клуб                | Ліга         | Регулярний сезон | Регулярний сезон | Регулярний сезон | Регулярний сезон | Регулярний сезон | Регулярний сезон | Регулярний сезон | Регулярний сезон | Регулярний сезон | Плей-оф | Плей-оф | Плей-оф | Плей-оф | Плей-оф | Плей-оф | Плей-оф | Плей-оф |
| Сезон        | Клуб                | Ліга         | І                | В                | П                | Н/OT             | Хв               | ПГ               | ІБГ              | ПГГ              | %ВК              | І       | В       | П       | Хв      | ПГ      | ІБГ     | ПГA     | %ВК     |
| ------------ | ------------------- | ------------ | ---------------- | ---------------- | ---------------- | ---------------- | ---------------- | ---------------- | ---------------- | ---------------- | ---------------- | ------- | ------- | ------- | ------- | ------- | ------- | ------- | ------- |
| 2001–02      | «Реджайна Петс»     | ЗХЛ          | 42               | 27               | 13               | 1                | 2389             | 95               | 4                | 2.39             | .906             | 6       | 2       | 4       | 325     | 16      | 0       | 2.95    | .890    |
| 2002–03      | «Реджайна Петс»     | ЗХЛ          | 57               | 18               | 24               | 13               | 3385             | 155              | 3                | 2.75             | .914             | 5       | 1       | 4       | 321     | 13      | 0       | 2.43    | .939    |
| 2003–04      | «Реджайна Петс»     | ЗХЛ          | 28               | 12               | 14               | 2                | 1665             | 67               | 2                | 2.41             | .927             | —       | —       | —       | —       | —       | —       | —       | —       |
| 2003–04      | «Брендон Вет Кінгс» | ЗХЛ          | 27               | 13               | 11               | 3                | 1612             | 65               | 5                | 2.42             | .920             | 11      | 5       | 6       | 660     | 36      | 0       | 3.27    | .897    |
| 2004–05      | «Х'юстон Аерос»     | АХЛ          | 42               | 21               | 16               | 3                | 2387             | 80               | 4                | 2.01             | .930             | 2       | 0       | 2       | 119     | 8       | 0       | 4.03    | .893    |
| 2005–06      | «Х'юстон Аерос»     | АХЛ          | 38               | 29               | 8                | 0                | 2215             | 99               | 2                | 2.68             | .919             | 8       | 4       | 4       | 476     | 30      | 0       | 3.79    | .886    |
| 2005–06      | «Міннесота Вайлд»   | НХЛ          | 3                | 2                | 1                | 0                | 185              | 8                | 1                | 2.59             | .904             | —       | —       | —       | —       | —       | —       | —       | —       |
| 2006–07      | «Х'юстон Аерос»     | АХЛ          | 38               | 17               | 16               | 4                | 2270             | 94               | 1                | 2.48             | .920             | —       | —       | —       | —       | —       | —       | —       | —       |
| 2006–07      | «Міннесота Вайлд»   | НХЛ          | 7                | 3                | 2                | 1                | 361              | 7                | 1                | 1.16             | .960             | —       | —       | —       | —       | —       | —       | —       | —       |
| 2007–08      | «Міннесота Вайлд»   | НХЛ          | 29               | 11               | 15               | 2                | 1571             | 77               | 1                | 2.94             | .908             | 1       | 0       | 0       | 20      | 0       | 0       | 0.00    | 1.000   |
| 2008–09      | «Міннесота Вайлд»   | НХЛ          | 19               | 3                | 9                | 1                | 870              | 32               | 0                | 2.21             | .929             | —       | —       | —       | —       | —       | —       | —       | —       |
| 2009–10      | «Міннесота Вайлд»   | НХЛ          | 25               | 9                | 12               | 0                | 1300             | 66               | 1                | 3.05             | .900             | —       | —       | —       | —       | —       | —       | —       | —       |
| 2011–12      | «Міннесота Вайлд»   | НХЛ          | 34               | 13               | 12               | 4                | 1855             | 81               | 2                | 2.62             | .917             | —       | —       | —       | —       | —       | —       | —       | —       |
| 2012–13      | «Міннесота Вайлд»   | НХЛ          | 5                | 1                | 1                | 0                | 185              | 10               | 1                | 3.24             | .863             | 5       | 1       | 4       | 245     | 12      | 0       | 2.94    | .911    |
| 2012–13      | «Х'юстон Аерос»     | АХЛ          | 2                | 1                | 1                | 0                | 100              | 5                | 0                | 3.00             | .918             | —       | —       | —       | —       | —       | —       | —       | —       |
| 2013–14      | «Міннесота Вайлд»   | НХЛ          | 29               | 18               | 7                | 3                | 1668             | 46               | 3                | 1.65             | .933             | —       | —       | —       | —       | —       | —       | —       | —       |
| 2014–15      | «Айова Вайлд»       | АХЛ          | 2                | 0                | 1                | 1                | 107              | 6                | 0                | 3.37             | .920             | —       | —       | —       | —       | —       | —       | —       | —       |
| Усього в НХЛ | Усього в НХЛ        | Усього в НХЛ | 151              | 60               | 59               | 11               | 7994             | 327              | 10               | 2.45             | .918             | 6       | 1       | 4       | 265     | 12      | 0       | 2.72    | .918    |